# 19-й окремий стрілецький батальйон (Україна)
19-й окремий стрілецький батальйон (19 ОСБ) (в/ч А7103)— формування Сухопутних військ Збройних сил України, яке було створено у м. Хмельницькому.

## Історія
Підрозділ почали формувати 25 лютого 2022 року у Хмельницькому. Комбатом був призначений майор Вадим Кривоклуб. 27 лютого бійці почали тренування на полігоні. У квітні 2022 року підрозділ отримав бойове хрещення поблизу міста Люботин Харківської області захищаючи Руські Тишки, Черкаські Тишки, Циркуни та Велику Данилівку 
Потім батальйон перебував в Куп'янську та Куп'янську-Вузловому. З листопада 2022 року бійці батальйону наступали та обороняли позиції в напрямку Кремінної, поблизу сіл Діброва та Червонопопівка . 
Станом на березень 2023 року батальйон виконував бойові завдання у Донецькій та Луганській областях .
Батальйон знищив ворожу техніку, про що було повідомлено Командувачем Сухопутних військ генералом Сирським О.С. у свому телеграмі дописом "Працює 19-й окремий стрілецький батальйон. Знищення російського танка прямим влучанням у башту. Ювелірна робота. Дякую воїнам. 🇺🇦 
У вересні 2023 року перейшов у склад 60 ОМБр .
У 2023 -2024 році батальйон здійснював заходи з захисту повітряного простору у Київської області у складі мобільних вогневих груп.
Після річної ротації у вересні 2024 року батальйон брав участь у боях за н.п. Терни, Донецька область. 
28.03.2025 року підрозділ припинив своє існування як окремий батальйон, та був реорганізований у інший підрозділ Сухопутних військ Збройних Сил України.

## Командування
- (2022) підполковник Кривоклуб Вадим Олексійович - командир батальйону [2][6][7]
- (2022-2023) підполковник Гудзь Олександр Володимирович - командир батальйону
- (2024) підполковник Корецький Станіслав Іванович - командир батальйону
- (2024) старший лейтенант Сафаров Сергій Віталійович - виконував обов'язки командира батальйону.
- (2022) майор Сергій Галган- Начальник штабу [8]

## Втрати
- 1 липня 2023 — Оксюта Леонід Петрович «Славута». 21 серпня 1980, м. Славута. Загинув у населеному пункті Червонопопівка Луганської області у двобої з рашистським танком, прикриваючи відхід своїх побратимів з оточення [9]
- 1 липня 2023 — Черніцький Андрій «Апостол». Командир стрілецького відділення, депутат VII скликання Хмельницької міської ради [10].
- 07 травня 2023 - Лядецький Микола Миколайович, 11.04.1981 року народження, загинув 07.05.2023 року в районі н.п. Червонопопівка, Кремінської міської громади Сєвєродонецького району Луганської області, під час виконання бойового завдання